# Jöri Kindschi
Jöri Kindschi, né le 8 octobre 1986 à Davos est un fondeur suisse, spécialiste du sprint.

## Carrière
Jöri Kindschi fait ses débuts au niveau international en 2002 dans une course FIS. Il prend ensuite aux Championnats du monde junior en 2004, 2005 et 2006, obtenant une place de sixième au sprint lors de ces derniers.
Il fait ses premiers pas en Coupe du monde en novembre 2006 et marque ses premiers points dans cette compétition deux ans plus tard à Davos, son terrain d'entraînement (28e). Il obtient son premier résultat majeur lors de la saison 2012-2013 en atteignant la finale du sprint libre de Québec, dont il se classe sixième. En 2014, juste après avoir fini huitième du sprint de Toblach il participe aux Jeux olympiques de Sotchi, où il prend part seulement au sprint libre avec comme résultat final une 21e place.
Il marque des points jusque lors de la saison 2015-2016 de Coupe du monde, mais n'est plus sélectionné pour de championnat majeur. Il prend sa retraite sportive en 2019.

## Palmarès

### Jeux olympiques
| Épreuve / Édition | Sprint | Sprint                           | 15 km                            | 15 km     | Skiathlon 2 × 15 km | 50 km | Relais | Relais    |
| Épreuve / Édition | libre  | classique                        | libre                            | classique | Skiathlon 2 × 15 km | 50 km | Sprint | 4 × 10 km |
| JO 2014 Sotchi    | 21e    | Épreuve inexistante à cette date | Épreuve inexistante à cette date | —         | —                   | —     | —      | —         |

### Championnats du monde
| Épreuve / Édition           | Sprint                           | Sprint                           | 15 km                            | 15 km                            | Skiathlon 2 × 15 km | 50 km | Relais | Relais    |
| Épreuve / Édition           | libre                            | classique                        | libre                            | classique                        | Skiathlon 2 × 15 km | 50 km | Sprint | 4 × 10 km |
| Mondiaux 2011 Oslo          | 38e                              | Épreuve inexistante à cette date | Épreuve inexistante à cette date | —                                | —                   | -     | 16e    | -         |
| Mondiaux 2013 Val di Fiemme | Épreuve inexistante à cette date | —                                | —                                | Épreuve inexistante à cette date | —                   | —     | 15e    | —         |

Légende :
- : pas d'épreuve
- — : non disputée par Kindschi

### Coupe du monde
- Meilleur classement général : 65e en 2013.
- Meilleur résultat individuel : 6e.

#### Classements par saison
| Saison    | Classement général final | Classement sprint |
| 2008-2009 | 173e                     | 107e              |
| 2009-2010 | 132e                     | 70e               |
| 2010-2011 | 103e                     | 57e               |
| 2011-2012 | 81e                      | 38e               |
| 2012-2013 | 65e                      | 29e               |
| 2013-2014 | 74e                      | 31e               |
| 2014-2015 | 86e                      | 39e               |
| 2015-2016 | 86e                      | 48e               |

### Coupe OPA
- 2 podiums.